# アリアナ・グランデ
アリアナ・グランデ＝ブテーラ（英語: Ariana Grande-Butera、1993年6月26日 - ）は、アメリカ合衆国のシンガーソングライター、女優。
世界で最も売れている音楽アーティストの一人であるグランデは、世界中で9,000万枚以上のレコードを売り上げ、米国では1億3100万枚の認定ユニットを売り上げている。グラミー賞を2回、ブリット・アワードを1回、ビルボード・ミュージック・アワードを2回、アメリカン・ミュージック・アワードを3回、 MTVビデオ・ミュージック・アワードを10回、ギネス世界記録を20回受賞しており、Instagramのフォロワーは、世界で6番目に多く、女性としては3番目である。

## 略歴
女優としてデビューしたアリアナは、2011年に歌手デビューすると、2013年のアルバム『マイ・エヴリシング』を皮切りに『デンジャラス・ウーマン』『thank u, next』や、シングル「ザ・ウェイ」「ブレイク・フリー (feat. Zedd)」「7 Rings」「ウィ・キャント・ビー・フレンズ（ウェイト・フォー・ユア・ラヴ）」などをヒットさせた。マライア・キャリーを連想させる歌声や4オクターヴの音域を特徴としていることから「ネクスト・マライア」と評されることもある。
女優としても、ニコロデオンのシットコム『ビクトリアス』および、ジェネット・マッカーディとW主演した『サム&キャット』のキャット・バレンタイン役、映画『ウィキッド ふたりの魔女』のグリンダ役などで知られる。グランデはこの映画の演技で批評家の称賛を受け、アカデミー助演女優賞にノミネートされた。
主な愛称は「Ari」（アリ）。彼女のファンのことを「Arianator」（アリアネーター）と呼ぶ。

## 来歴

### 生い立ち・幼少期
フロリダ州ボカラトンで、イタリア系の血を引くアメリカ人の家庭にて誕生した。DNAテストを取られた際に、イタリア・ギリシャと同じ括りで表示されたことから、一時本人がギリシャ系と勘違いしてしまい、そのために誤った情報が広がったが、後にグランデ自らが「勘違いであった」と、自身のTwitterで訂正した。
母のジョアン・グランデは、海軍のコミュニケーション商品を扱う企業のCEOであり、父のエドワード・ブテラは、グラフィックデザイナー。異父兄のフランキーは、俳優として活動している。
幼少時から歌唱を好み、サウスフロリダのフィルハーモニーに入団し、活動。8歳でフロリダのNHLアイスホッケーの試合で国歌斉唱し、テレビデビュー。10歳でグループ「Kids Who Care」を結成した。

### 女優デビュー（2008年 - 2012年）

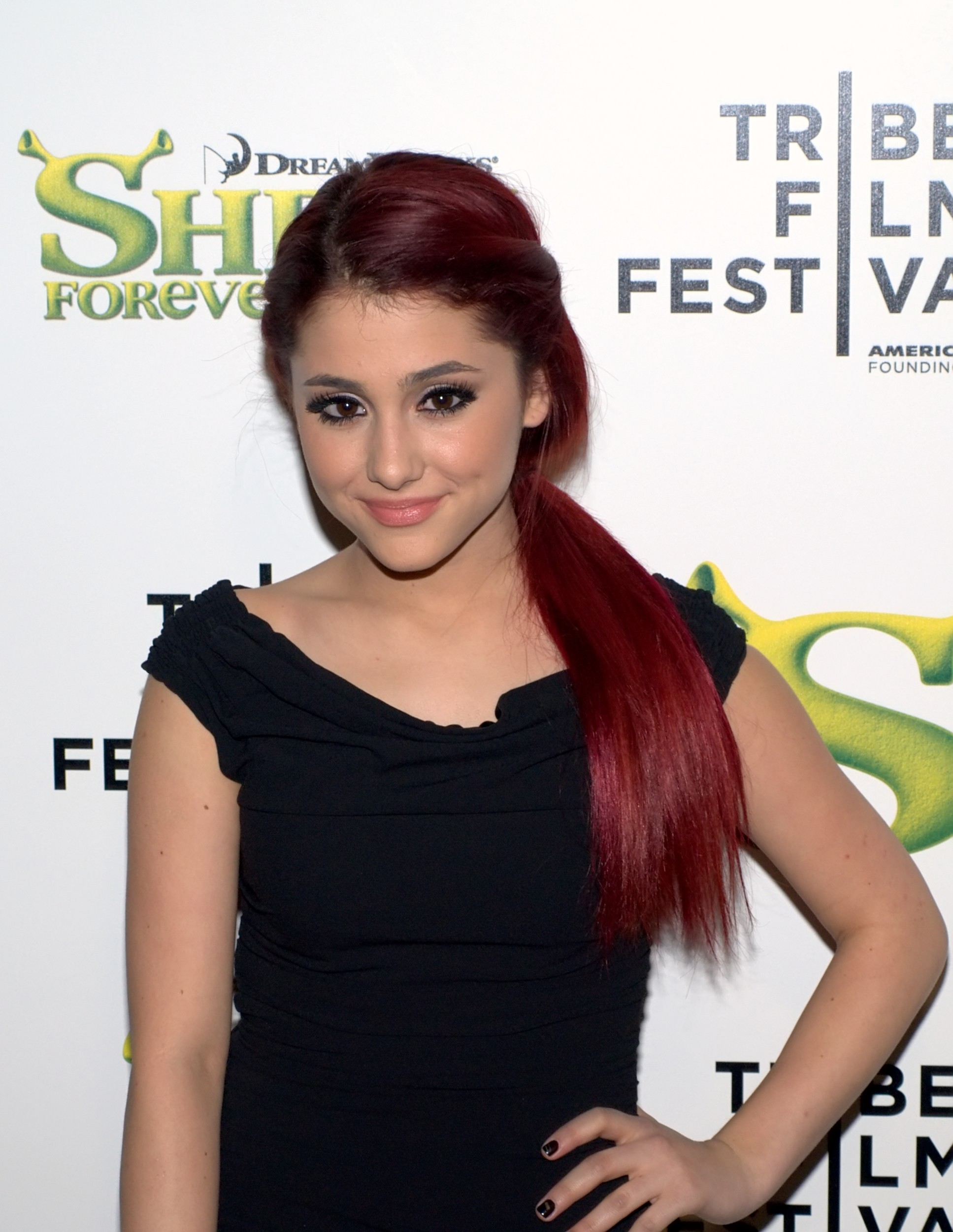
「Tribeca Film Festival」にて（2010年5月）

2008年、ブロードウェイミュージカル『13』で、チアリーダーのシャーロット役でデビューした。その後、2010年からニコロデオンのシットコム『ビクトリアス』（ヴィクトリア・ジャスティス主演）でレギュラー陣の一人キャット・バレンタイン役を演じ、人気を博す。2011年にシットコム『iCarly』（ミランダ・コスグローヴ主演）にゲスト出演を果たす。
2013年には『ビクトリアス』のキャットと『iCarly』のサム（ジェネット・マッカーディ）を主人公としたスピンオフドラマ『サム&キャット』で主演を果たす。同作は6月8日に放送を開始した。2013年に初公開された作家のゴードン・コーマンの同名小説を原作とするテレビ映画『Swindle』にアマンダ・ベンソン役で出演した。
2011年12月にデビューシングル『プット・ユア・ハーツ・アップ』で歌手デビューする。2012年にミーカのシングル『ポピュラー・ソング』に客演参加した。

### 『ユアーズ・トゥルーリー』（2013年・2014年）

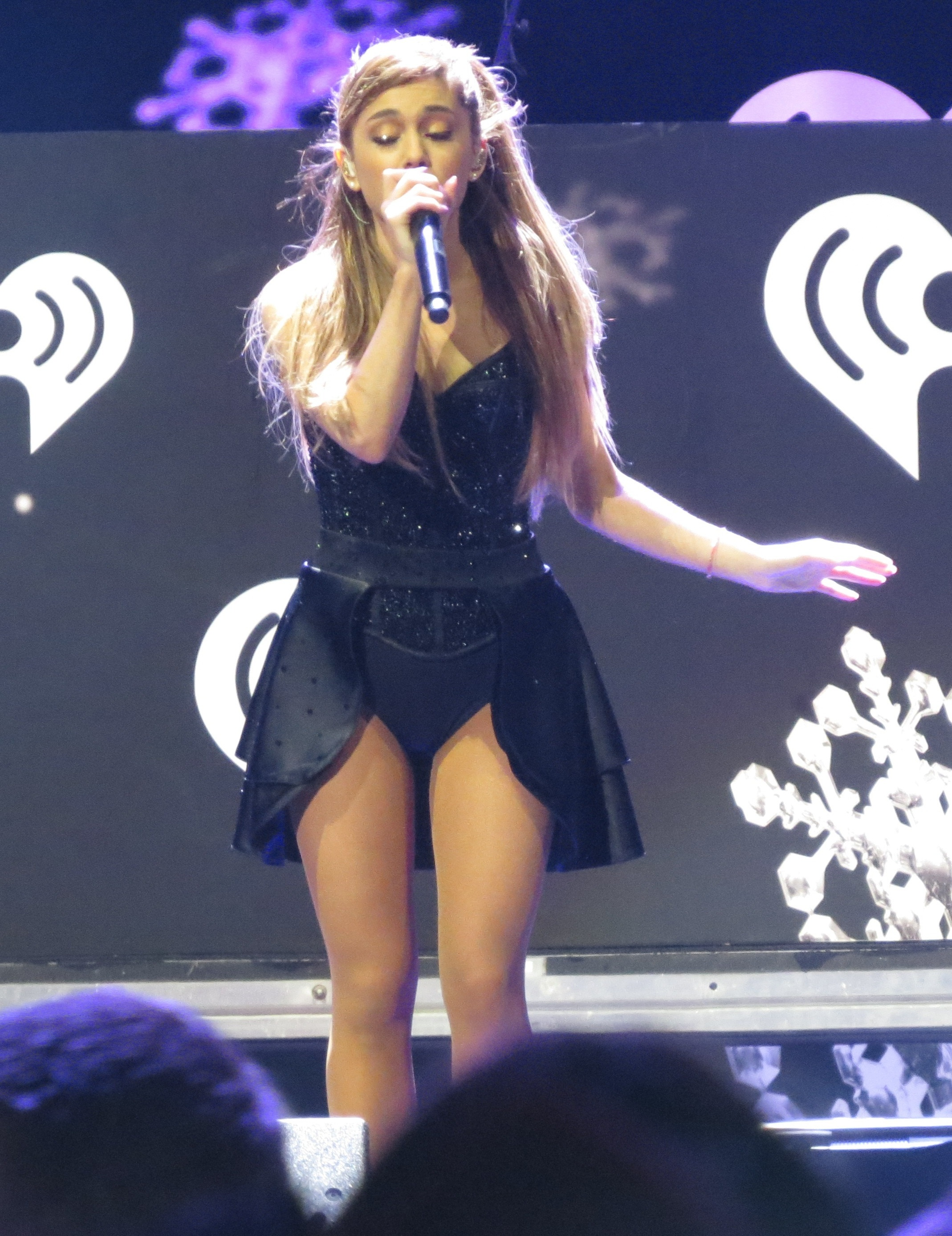
｢FLZ Jingle Ball 2013｣ライブ（2013年12月）

2013年3月26日、歌手デビューアルバムからのリードシングル『ザ・ウェイ』をリリース。Billboard Hot 100チャートで最高位9位を記録した。7月22日には『ベイビー・アイ』、8月6日には『ライト・ゼア』をリリースした。
8月30日、デビュー・アルバム『ユアーズ・トゥルーリー』をリリース。アメリカでは発売初週に13万8000枚を売り上げてBillboard 200チャートで初登場1位を記録した。リリースに先立って北米ツアー「The Listening Sessions」を行った。
12月13日、EP『クリスマス・キス』をリリースした（日本盤は翌年リリース）。収録された4曲はすべてシングルカットされた。
同年12月31日に初来日した（2014年1月8日まで）。なおグランデは、初来日を含めて2014年に4回来日している。2月5日には日本でも『ユアーズ・トゥルーリー』がリリースされ、オリコンアルバムチャートで3位を記録した。

### 『マイ・エヴリシング』（2014年・2015年）
| 「バン・バン」で共演したジェシー・J（左）とニッキー・ミナージュ（右） |  | 「バン・バン」で共演したジェシー・J（左）とニッキー・ミナージュ（右） |
| 「バン・バン」で共演したジェシー・J（左）とニッキー・ミナージュ（右） |  |                                                                       |

2014年4月28日、シングル『プロブレム』をリリースし、初週に43万5000ダウンロードを記録してBillboard Hot 100チャートで初登場3位を記録した。チャートの最高位は2位に達した。続いて7月3日に『ブレイク・フリー』、同月29日にはジェシー・Jとニッキー・ミナージュの両者との共演作『バン・バン』を発表した。この間に主演作『サム&キャット』は放送終了となった。
同年8月22日（日本では27日）、2枚目のアルバム『マイ・エヴリシング』をリリース。前作に続いてBillboard 200で最高1位を記録した。同年9月4日には、第48回スーパーボウルチャンピオンのシアトル・シーホークスとグリーンベイ・パッカーズの対戦となる2014年のNFL開幕戦の試合前に、アメリカ国歌を斉唱した。
9月30日にはザ・ウィークエンドとのコラボレーション楽曲「ラヴ・ミー・ハーダー」（en:Love Me Harder）がシングルカットされ、最高位7位まで上昇した。ニュージーランドでは11月21日にEPとしてリリースされている。11月24日にシングル『サンタ・テル・ミー』を公開し、12月3日に日本でリリースされた『クリスマス・キス』（日本盤）に収録した。2015年2月10日には「ワン・ラスト・タイム」（en:One Last Time）もシングルカットされた。

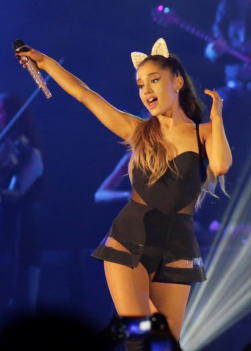
インドネシア・ジャカルタ公演（2015年8月）

2015年2月25日より世界規模で行われるコンサートツアー「ハネムーン・ツアー（en:The Honeymoon Tour）」が開始された。日本初のフルライブ公演は、2015年8月15日、16日に千葉、大阪で行われたサマーソニックのマリンステージとオーシャンステージで、またその単独エクストラとして8月19日、東京国際フォーラムホールAで開催された。北米、欧州、アジアの一部をまわるこのツアーは、早期の商業的成功に伴い、2015年10月15日までで40ヶ所が、そして中南米5ヶ所での公演も追加され、既に290,699枚のチケットを売り上げ1400万ドルを稼ぎ出している。ツアーは10月25日のサンパウロ公演を以って終了した。10月29日に予定していたプエルトリコのサンフアン公演、および12月上旬に予定していたロンドン、アブダビ、さいたま市での公演については中止となった。
他アーティストのフィーチャリングとしては、ニッキー・ミナージュが2014年にリリースしたアルバム『ピンク・プリント』の収録曲「Get on Your Knees」に参加。2015年にリリースされた「デボラのテーマ」ではアンドレア・ボチェッリと共演。同作のミュージックビデオのグランデの歌唱シーンは、東京の浅草で撮影された。同じく2015年にカシミア・キャットがリリースした「Adore」に参加。フー・イズ・ファンシーのシングル『ボーイズ・ライク・ユー』ではメーガン・トレイナーと共に参加している。
2015年6月にはリミックスアルバム『ザ・リミックス』を日本国内限定でリリースした。10月30日にはシングル『フォーカス』をリリース。12月18日には2作目のクリスマスEP『クリスマス&チル』を配信限定でリリースした。
2015年に、ライアン・マーフィー制作、FOX放送コメディホラードラマ『スクリーム・クイーンズ』（同年秋放送開始）に準レギュラー出演することが発表された。同7月、コメディ映画『ズーランダー』（2001年）の続編への出演が発表となる。

### 『デンジャラス・ウーマン』（2016年・2017年）

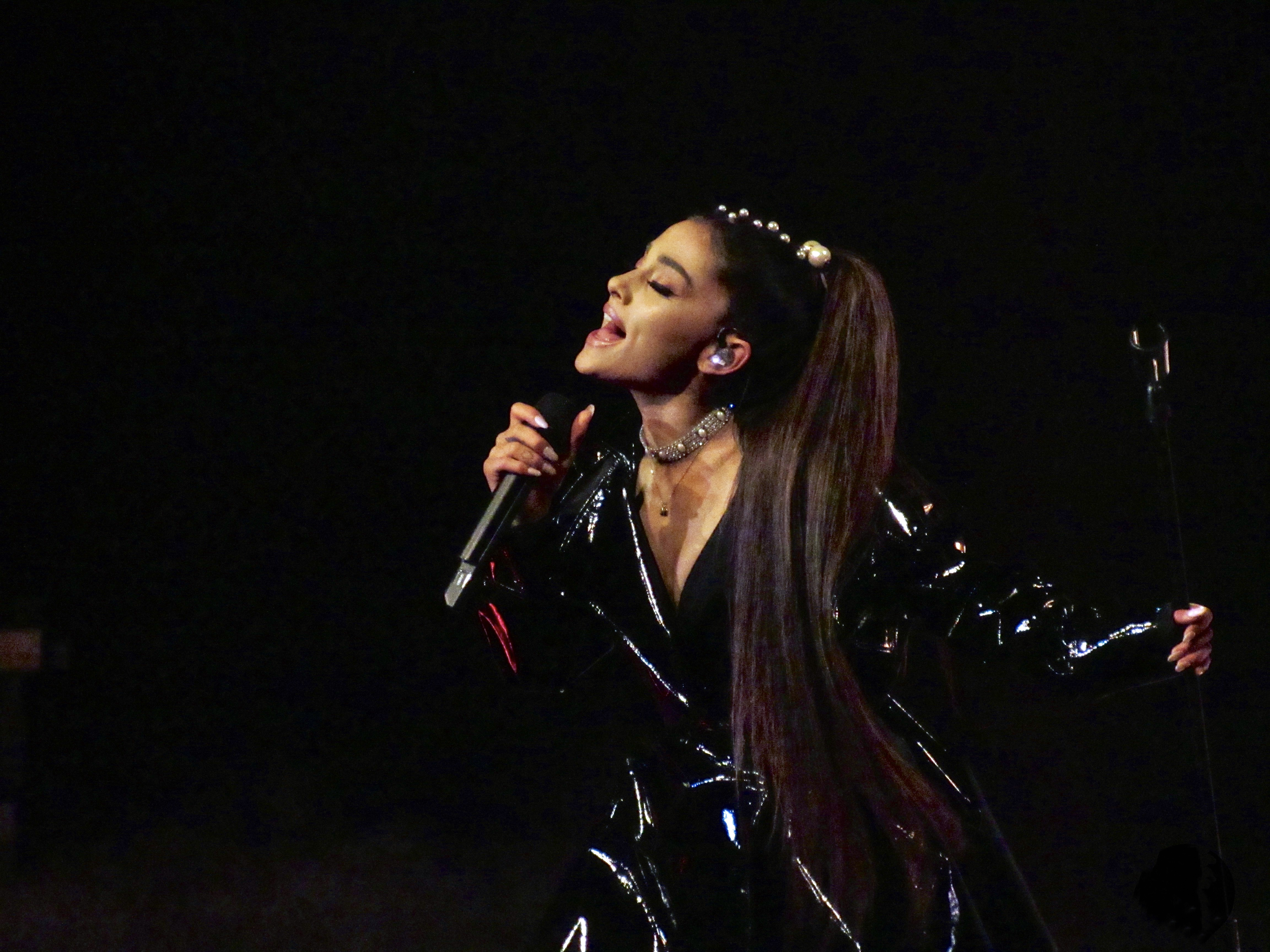
『Dangerous Woman』ツアー（2017年2月）

2016年3月11日、3枚目のアルバム『デンジャラス・ウーマン』の表題曲「デンジャラス・ウーマン」をシングルとしてリリース、5月2日には「イントゥ・ユー」をリリースした。5月20日にアルバム『デンジャラス・ウーマン』が全世界同時にリリースされた。8月30日には「サイド・トゥ・サイド」をシングルカットしている。9月にはマック・ミラーのシングル「マイ・フェイバリット・パート」に客演参加。マック・ミラーとの共演は「ザ・ウェイ」以来である。
9月上旬に、自身2度目となる世界規模のコンサートツアー「デンジャラス・ウーマン・ツアー」の日程を発表し、オープニングアクトとしてリトル・ミックスとビクトリア・モネが参加することも発表された。ツアーは2017年2月のアリゾナ州フェニックスの公演から開始された。ヨーロッパツアーは5月8日のストックホルム公演から開始した。
しかし、2017年5月22日のマンチェスター公演では、終了直後にコンサート会場（マンチェスター・アリーナ）の建物内で自爆テロが発生し、観客を中心に22人（被疑者を除く）が死亡、59人が負傷する事態となった。事件の影響で6月5日までに予定されていたロンドン、ベルギー、ドイツ、ポーランド、スイスの公演が中止となった。事件後、グランデは6月4日にマンチェスターで「One Love Manchester」と題した慈善公演を開催することを発表。当日の公演にはコールドプレイ、ジャスティン・ビーバー、ケイティ・ペリー、リアム・ギャラガー等が参加した。公演前日には、自爆テロの被害者が入院する病院に訪問した。
ツアーは6月7日のパリ公演より再開された。8月10・12・13日には千葉の幕張メッセでの公演を、厳戒態勢の中で実施した。9月20日、ツアーは香港公演を以て終了した。

### 『スウィートナー』『thank u, next』（2018年 - 2020年）

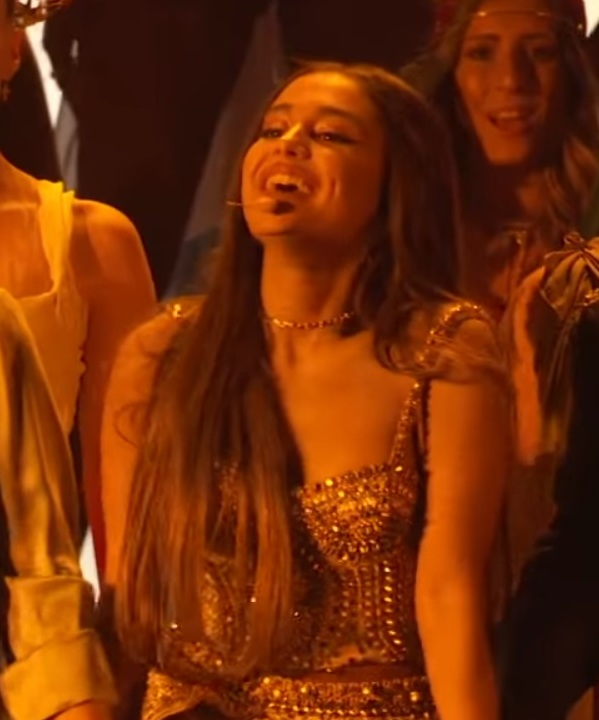
MTV Video Music Awardsで「God Is A Woman」を披露するアリアナ（2018年）

2018年4月20日、4作目となるアルバム『スウィートナー』からの先行シングル「No Tears Left to Cry」を発表し、シングルチャートBillboard Hot 100で最高3位を記録した。同年7月13日に2枚目の先行シングル「God Is a Woman」をリリース。同年8月17日にアルバム『スウィートナー』がリリースされ、Billboard 200チャートで1位を記録した。
2018年11月3日、シングル「thank u, next」をリリースし、初登場1位を獲得。グランデのシングルとして初めてBillboard Hot 100で1位を獲得した。2019年1月18日にはシングル「7 rings」をリリースし、前作に続きBillboard Hot 100で初登場1位を獲得した。
同年2月8日、前作から6カ月という短いスパンでアルバム『thank u, next』をリリース。全米・全英両チャートで初登場1位を記録した。また、シングル「break up with your girlfriend, i’m bored」も同日にリリースされ、Billboard Hot 100で2位を獲得した。2019年2月20日付けのBillboard Hot 100において、「7 rings」が1位、「break up with your girlfriend, i'm bored」が2位、「thank u, next」が3位を記録し、グランデのシングルが上位3位を独占した。上位3位独占は、1964年のビートルズ以来の快挙となった。同年3月に開催されたiHeartRadioミュージックアワードでは、年間最優秀アーティスト賞を受賞した。2019年3月には、アルバム『スウィートナー』と『thank u, next』のサポートのため、「スウィートナー・ワールド・ツアー」を開催した。ツアーは同年12月22日にカリフォルニア州イングルウッドで幕引きとなった。
2020年5月8日、ジャスティン・ビーバーとのコラボレーション楽曲「スタック・ウィズ・ユー」をリリースし、Billboard Hot 100で3度目となる初登場1位を獲得した。この曲で、グランデはマライア・キャリーとドレイクと並び、同チャートで最も初登場1位を獲得したアーティストとなった。また、この曲の売り上げの純利益は、新型コロナウイルスの支援団体に寄付された。同年5月22日には、レディー・ガガとのコラボレーション楽曲『レイン・オン・ミー』をリリースし、Billboard Hot 100で4度目となる初登場1位を獲得した。この曲で、それまで同率1位だったマライア・キャリーとドレイクを追い抜き、同チャートで最も初登場1位を獲得した唯一のアーティストとなった。また、この曲は女性アーティストのコラボレーションとして初めての初登場1位獲得となった。

### 『ポジションズ』（2020年 - 2023年）
2020年10月23日、ニューアルバムからの先行シングル「ポジションズ」をリリースし、5度目の全米1位を記録する。「ポジションズ」は「スタック・ウィズ・ユー」と「レイン・オン・ミー」に続く2020年の3枚目の首位獲得作品となり、グランデはドレイク以来、1年に3曲のナンバーワンシングルを持つ初のアーティストとなった。10月30日、6作目となるアルバム『Positions』をリリースし、米英など世界各国で1位を記録した。 アルバムのリリースとともに2枚目のシングル「34+35」がリリースされた。この曲は8位でデビューし、グランデの18枚目のトップ10シングルとなった。グランデは2021年1月15日、アメリカのラッパー、ドージャ・キャットとメーガン・ザ・スタリオンをフィーチャーした「34+35」のリミックスをリリースした。このリミックスにより、この曲は最高2位を獲得し、ホット100で3人以上の女性ソロアーティストがコラボレーションした曲としては、2001年の「レディ・マーマレード」以来の最高位となった。
グランデとジェニファー・ハドソンは、マライア・キャリーの2010年のクリスマスソング「Oh Santa!」のリミックスにも出演した。この曲は、『キャリーのマジカル・クリスマス・スペシャル』の一部として、2020年12月4日にリリースされた。グランデは、スウィートナー・ワールド・ツアーのコンサート映画『Excuse Me, I Love You』を2020年12月21日にNetflixで独占公開した。
2021年4月23日、グランデはザ・ウィークエンドの「Save Your Tears」のリミックスに参加した。このリミックスはBillboard Hot 100で1位を獲得し、両アーティストにとって両チャートで6枚目の首位獲得作品となった。
2021年9月、彼女は『ザ・ヴォイス』の第21シーズンのコーチとして参加し、グランデは番組史上最高額のコーチとなり、シーズンあたり2,500万ドルを稼いだと報じられている。シーズンは2021年12月に終了し、グランデは次のシーズンには戻ってこなかった。また12月には、アダム・マッケイ監督の映画「ドント・ルック・アップ」にレオナルド・ディカプリオ、ジェニファー・ローレンス、メリル・ストリープと共演した。この映画は1週間で1億5200万時間以上も再生され、当時のNetflix史上最大の週間視聴記録を更新した。 映画の宣伝のため、グランデは2021年12月3日、グランデはラッパーのキッド・カディとコラボレーションした新曲「Just Look Up」をリリースした。

### 『エターナル・サンシャイン』、映画『ウィキッド』（2024年 - ）
2024年1月12日、アルバム『エターナル・サンシャイン』から先行シングル「Yes, And?」をリリース、曲のミュージック・ビデオはポーラ・アブドゥルの「冷たいハート」MVへのオマージュとなっている。
アルバムは3月8日に2枚目のシングル『ウィ・キャント・ビー・フレンズ（ウェイト・フォー・ユア・ラヴ）』と共にリリースされた。アルバムとシングルは、それぞれBillboard 200とBillboard Hot 100で初登場1位となり、グランデはHot 100で最多の初登場首位獲得数の記録（7作）を持つ女性アーティストとなり、米国では『thank u, next』に続いて、2枚のアルバムから複数の初登場首位を獲得したシングルを生み出した最初の女性アーティストとなった。また、この曲はグランデの10回目の首位獲得作となった。6月に3枚目のシングルとしてリリースされた「The Boy Is Mine」はBillboard Hot 100のトップ20に達し、 ブランディとモニカをフィーチャーしたリミックスが同月後半にリリースされた。
グランデは、2024年10月11日にリリースされたチャーリー・XCXのリミックスアルバム『Brat And It's Completely Different But Also Still Brat』に収録されている「シンパシー・イズ・ア・ナイフ」のリミックスに参加した。
2021年11月、グランデは、ジョン・M・チュウ監督、エルファバ役のシンシア・エリヴォ主演のミュージカル『ウィキッド』の2部作映画でグリンダ役を演じることが発表された。第1部『ウィキッド ふたりの魔女』は、2024年11月22日にアメリカで公開され、日本では2025年3月7日に公開された。本作は全世界で6億9000万ドルを超える収益を上げ、史上最高の興行収入を記録したミュージカル映画となった。グランデは本作で第97回アカデミー賞、第82回ゴールデングローブ賞、第30回クリティクス・チョイス・アワード、第78回英国アカデミー賞、第31回全米映画俳優組合賞で助演女優賞にノミネートされた。映画のサウンドトラックはグランデとの共同制作で、グランデは7曲を披露した。サウンドトラックは好評を博し、ビルボード200で初登場2位となり、舞台から映画化されたサウンドトラックとしては最高の初登場順位を記録した。

## 人物

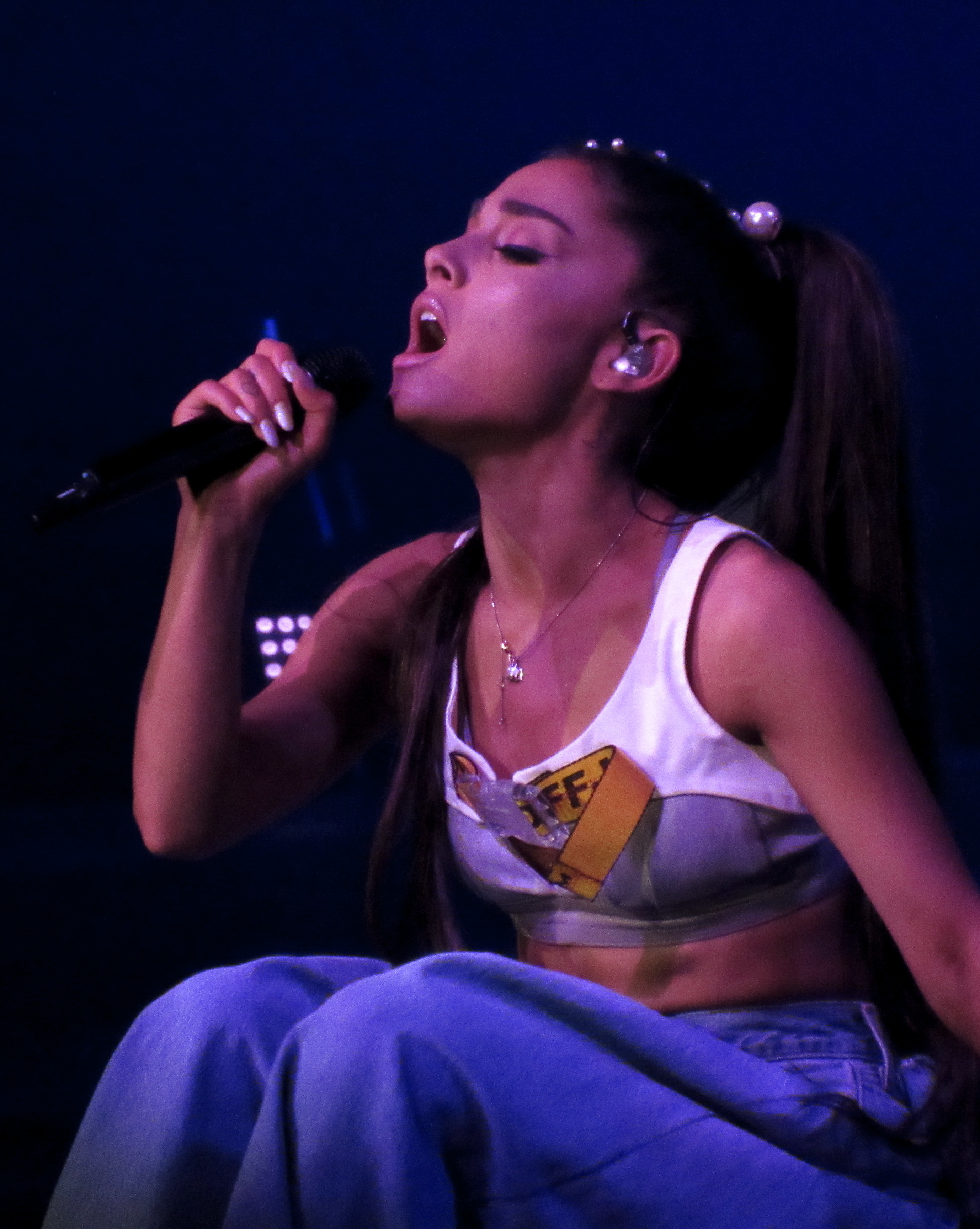
アリアナ・グランデ（2017年）

ヴィーガンを公言しており、肉や牛乳、卵など動物性の食べ物は一切口にしない。同性愛者である異父兄の為、カトリックからカバラへ改宗した。
マドンナの大ファンであり、2016年のマドンナの公演にゲスト出演した際には感激のあまり号泣した。マドンナのツアーにはアリアナ自身が成功を収める前から毎回観客として行っており、2016年の公演へのゲスト出演を振り返ったアリアナはマドンナにお尻を叩かれバナナを貰ったことについて「エキサイティングだった、人生で最高の瞬間」と振り返っている。憧れの女性としても一人に絞るのが難しいと前置きした上で、マドンナとイモージェン・ヒープの二人を挙げている。マドンナはアリアナの2018年のシングル「ゴッド・イズ・ア・ウーマン」のミュージック・ビデオに神の声として友情出演している。更に2024年のシングル「yes,and?」はマドンナの「ヴォーグ」から音楽的に大きな影響を受けたと発売に際してのインタビューで明かしている。
マンチェスターのテロ事件後、アリアナは心的外傷後ストレス障害（PTSD）を患っている事を明かしている。

### 交際
2016年9月から2018年5月まで、ラッパーのマック・ミラーと交際していた。マック・ミラーとは2013年のシングル「ザ・ウェイ」で共演したが、当時は一緒になる準備ができていなかったとグランデは語っている。2018年5月からはコメディアンのピート・デヴィッドソンと付き合い始め、交際4週間でプロポーズ、婚約することを発表した。しかし、それから4か月後には婚約破棄を発表した。過去にはシングル「ライト・ゼア」等で共演したラッパー、ビッグ・ショーンと交際していた。
2020年12月20日、同年1月から交際していた高級不動産エージェントのダルトン・ゴメス（当時25歳）との婚約を発表し、2021年5月18日にゴメスと結婚した。彼女の結婚式の写真は、当時2番目に「いいね！」が多かったインスタグラムの投稿となった（2500万回以上）。 2人は2023年2月20日に別居し、同時に9月に「和解しがたい相違点」を理由に離婚を申請した。グランデは2023年7月に俳優イーサン・スレーターと交際を始めた。

### 不祥事
2015年7月4日（アメリカ独立記念日）、北カリフォルニアのドーナツ店に訪れた時の防犯カメラの映像と音声が7日に公開され、グランデが売り物のドーナツを舐め卑語を交えながら「アメリカ人は嫌い。アメリカは嫌い」（"What the f*ck is that?" "I hate Americans, I hate America."）と発言したと報道された。その後、警察の捜査が行われると報じられ、8日にグランデは謝罪の声明文を出した。9日、投稿動画で謝罪を行った。13日、刑事告発されないと報道された。

### タトゥー
タトゥーマニアとして知られており、2017年6月までに公開しているものに限ると合わせて10個彫られている。
右手と右足の指にハートマーク、首の後ろに「計り知れない優しさ」という意味のフランス語の文言「Mille Tendresse」、左脇にイタリア語で「とても美しい人」という意味の「bellissima」、左耳の下に三日月、右手中指に「HoneyMoon」と「BABYDOLL」、右手薬指にヘブライ語の「אלי」（「我が神」という意味）、左足の指に「Hi」が彫られている。
マンチェスター公演の爆弾テロ事件の発生後、マンチェスターのシンボルであるハチのマークを彫っている。2018年8月には宮崎駿監督のアニメ映画『千と千尋の神隠し』の千尋のイラストを右腕に、同年12月には「うたいましょう」という平仮名を左肘の内側に彫り、翌月にはその上に『ポケットモンスター』シリーズのイーブイのイラストを彫った。2019年1月末には手のひらに新曲「7 rings」にちなんで「七輪」と彫り話題となった（後述）。

### 日本との関わり

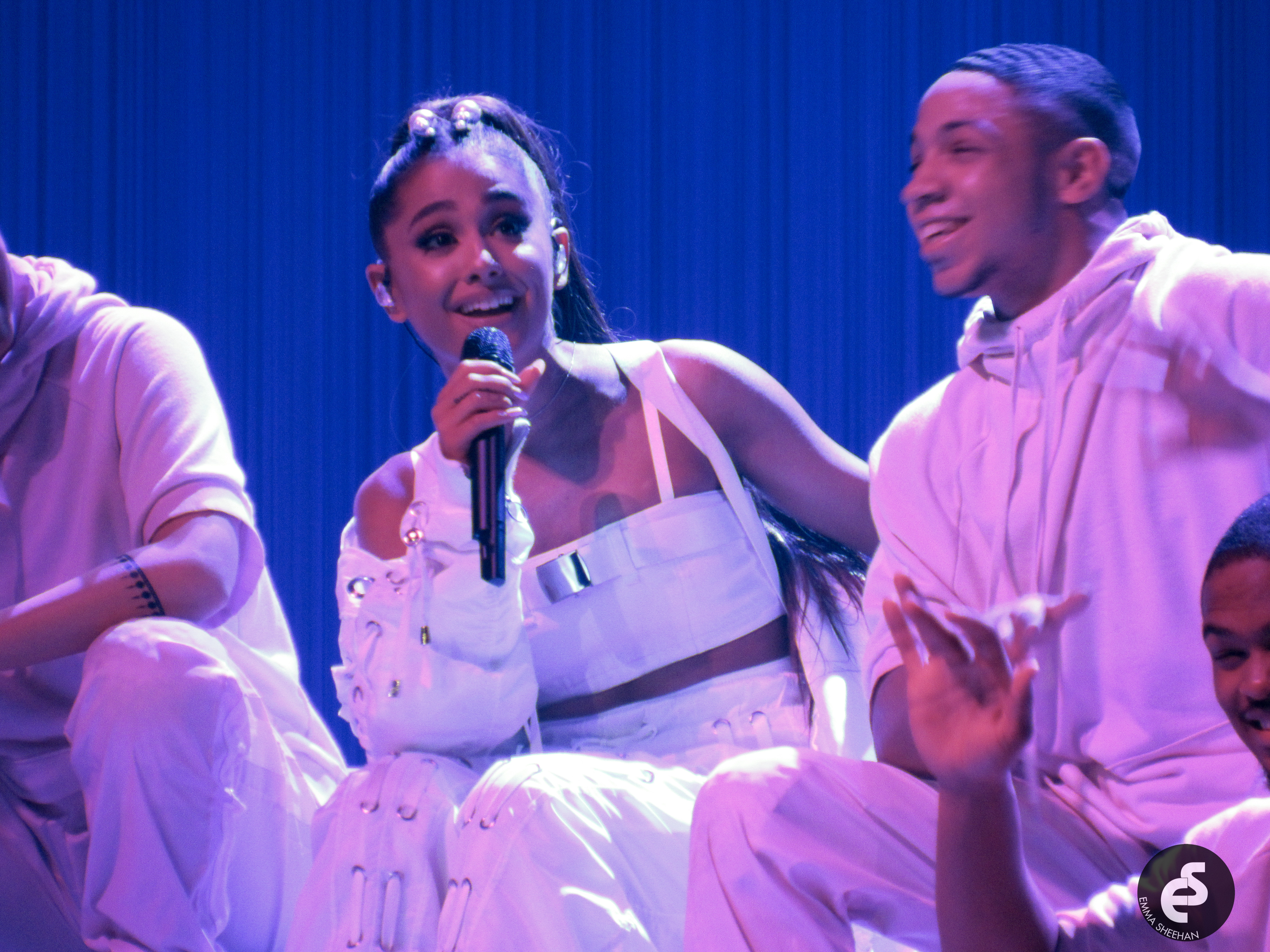
アリアナ・グランデ（2017年）

アリアナは親日家として知られている。2015年2月15日、自身のツイッターに「わたしはべんきょします!」と日本語で投稿をし、自筆の勉強ノートを公開した。
同年3月15日、アメリカNBC放送のトーク番組『ザ・トゥナイト・ショー』出演時には、ホストのジミー・ファロンに「私の絶対領域はとてもセクシーです」という日本語を教え、その意味も解説して爆笑を買う動画が公開されている。2016年4月、訪日時に発生した熊本地震の被災者に向けた日本語のメッセージをツイッター上で発信した。
2016年3月22日、同年5月にリリースされる3rdアルバム『Dangerous Woman』の日本盤収録映像に、着せ替え人形玩具のリカちゃんが出演していることが明らかになった。日本版のアルバムにのみ収録されるシングル「フォーカス」をフィーチャーしたもので、アリアナに憧れていたリカちゃんがMVに入り込んでいくというストーリー仕立てになっており、衣装・メイク・髪色なども似せている。
2025年2月19日、映画「ウィキッド ふたりの魔女」のプロモーションのために訪日し、シンシア・エリヴォとともに日本語を披露した。
日本ではユニバーサル ミュージック ジャパンがイメージのローカライズ戦略を採っており、アルバムのジャケットについても日本盤では独自のデザインが採用される。

#### 七輪タトゥー
2019年1月、シングル「7 rings」のリリースにちなんで、左の手の平に漢字で「七輪」というタトゥーを入れた。これに対し、「日本のバーベキューグリルだ」といった指摘が殺到する。その後、「七輪」の下に「指♡」という文字を追加する修正を施したが、更に「文化の盗用だ」「日本語を日本のことをよく知らない人に使ってほしくない」といった批判が強まった。グランデは批判が強まっているアメリカ国内向けのオフィシャルサイトの公式ショップで、日本語の書かれた商品を排除し、その後、「日本に移住しようと思っていたが、日本語のレッスンをやめる」と宣言するに至った（のちにこの宣言は削除されている）。

## 社会貢献活動
10歳の時、南フロリダの青少年歌唱グループ「Kids Who Care」を共同設立し、チャリティーイベントで2007年には50万ドルの寄付金を集金した。
2014年9月、癌患者を支援するために参加した「Stand Up to Cancer」では「My Everything」を歌い、癌研究のための約1億ドルの資金調達に貢献した。
2015年、若いホームレスのための慈善活動「ハッピー・ヒッピー・ファウンデーション」に参加している。5月にはLGBTの人権を訴えるためのイベント「NYCプライド」でヘッドライナーを務めることが発表された。フェミニストとして、マスコミの二重基準と女性蔑視を非難する「empowering」エッセイを書いた。
2017年のマンチェスター・アリーナに於ける爆発物事件の犠牲者を支援するために、One Love Manchesterコンサートを企画し、「One Last Time」と「虹の彼方に」をチャリティー・シングルとして再リリースし、2,300万ドルを集めた。
2022年にトランスジェンダーの若者のために『Protect & Defend Trans Youth』基金を設立し寄付を行った。"Break Your Heart Right Back"などの曲でLGBTの権利擁護を行っている。

### 動物愛護
2013年、映画『フォークス・オーバー・ナイブズ~いのちを救う食卓革命』を視聴したことがきっかけで菜食主義者になり、2014年には動物愛護のためヴィーガンとなった。同年、家畜動物保護施設「PreetiRang Sanctuary」を訪れ、屠殺に反対する姿勢を示した。2020年、動物の保護や救助、里親探しなどを支援する非営利の動物レスキュー・センター『Orange Twins Rescue』を共同設立した。

## ディスコグラフィ

### アルバム
| 年                                        | タイトル         | アルバム詳細                                                                                           | チャート最高位 | チャート最高位 | チャート最高位 | チャート最高位 | チャート最高位 | チャート最高位 | チャート最高位 | チャート最高位 | チャート最高位 | チャート最高位 | 認定 |
| 年                                        | タイトル         | アルバム詳細                                                                                           | US             | AUS            | CAN            | DEN            | ITA            | JPN            | NOR            | NZ             | SWE            | UK             | 認定 |
| ----------------------------------------- | ---------------- | --- | -------------- | -------------- | -------------- | -------------- | -------------- | -------------- | -------------- | -------------- | -------------- | -------------- | --- |
| 2013                                      | Yours Truly      | - 発売日: 2013年8月30日 - レーベル: Republic - フォーマット: CD, digital download - 全米売上: 59.6万枚 | 1              | 6              | 2              | 10             | —              | 3              | 33             | 11             | —              | 7              | - US: プラチナ - JPN: ゴールド - UK: ゴールド |
| 2014                                      | My Everything    | - 発売日: 2014年8月22日 - レーベル: Republic - フォーマット: CD, digital download - 全米売上: 73.5万枚 | 1              | 1              | 1              | 2              | 4              | 3              | 1              | 3              | 2              | 3              | - US: 2× プラチナ - AUS: プラチナ - CAN: 3× プラチナ - DEN: 2× プラチナ - ITA: プラチナ - JPN: プラチナ - SWE: プラチナ - UK: プラチナ             |
| 2016                                      | Dangerous Woman  | - 発売日: 2016年5月20日 - レーベル: Republic - フォーマット: CD, digital download - 全米売上: 39.6万枚 | 2              | 1              | 2              | 5              | 1              | 2              | 1              | 1              | 4              | 1              | - US: 2× プラチナ - CAN: 3× プラチナ - DEN: 2× プラチナ - ITA: プラチナ - JPN: ゴールド - SWE: ゴールド - UK: プラチナ                             |
| 2018                                      | Sweetener        | - 発売日: 2018年8月17日 - レーベル: Republic - フォーマット: CD, digital download - 全米売上: 24.1万枚 | 1              | 1              | 1              | 2              | 1              | 5              | 1              | 1              | 1              | 1              | - US: プラチナ - AUS: プラチナ - CAN: 2× プラチナ - ITA: ゴールド - SWE: ゴールド - DEN: プラチナ - CAN: 2× プラチナ - NZ: プラチナ - UK: プラチナ |
| 2019                                      | thank u, next    | - 発売日: 2019年2月8日 - レーベル: Republic - フォーマット: CD、digital download - 全米売上: 30.2万枚  | 1              | 1              | 1              | 1              | 2              | 12             | 1              | 1              | 1              | 1              | - US: 2× プラチナ - AUS: プラチナ - UK: プラチナ - ITA: ゴールド - SWE: ゴールド - DEN: プラチナ - NZ: 2× プラチナ                                 |
| 2020                                      | Positions        | - 発売日: 2020年10月30日 - レーベル: Republic - フォーマット: CD、digital download                     | 1              | 2              | 1              | 2              | 8              | 21             | 1              | 1              | 3              | 1              | - US: プラチナ - DEN: ゴールド - NZ: プラチナ - UK: ゴールド                                                                                       |
| 2024                                      | Eternal Sunshine | - 発売日: 2024年3月8日 - レーベル: Republic - フォーマット: CD、digital download                       | 1              | 1              | 1              | 1              | 2              | 13             | 1              | 1              | 2              | 1              | - UK: ゴールド - CAN: ゴールド - NZ: ゴールド |
| "—"は未発売またはチャート圏外を意味する。 |                  | |                |                |                |                |                |                |                |                |                |                | |

#### ミニアルバム（EP）
| 年   | タイトル          | アルバムの詳細                                                                                   | 最高位 | 備考                       |
| 年   | タイトル          | アルバムの詳細                                                                                   | JPN    | 備考                       |
| ---- | ----------------- | ------------------------------------------------------------------------------------------------ | ------ | -------------------------- |
| 2013 | Christmas Kisses  | - 発売日: 2013年12月13日 - レーベル: Republic - フォーマット: CD（日本盤のみ）、digital download | 25     | 日本盤は2014年12月5日発売  |
| 2015 | Christmas & Chill | - 発売日: 2015年12月18日 - レーベル: Republic - フォーマット: CD（日本盤のみ）、digital download | 47     | 日本盤は2016年11月18日発売 |

#### コンピレーションアルバム
| 年   | タイトル  | アルバムの詳細                                                                                 | 最高位 | 備考         |
| 年   | タイトル  | アルバムの詳細                                                                                 | JPN    | 備考         |
| ---- | --------- | ---------------------------------------------------------------------------------------------- | ------ | ------------ |
| 2015 | The Remix | - 発売日: 2015年5月25日 - レーベル: Universal Music Japan - フォーマット: CD、digital download | 32     | 日本国内限定 |
| 2017 | The Best  | - 発売日: 2017年9月27日 - レーベル: Universal Music Japan - フォーマット: CD、digital download | 2      | 日本国内限定 |

### シングル
| 年   | タイトル                                                         | チャート最高位 | チャート最高位 | チャート最高位 | チャート最高位 | チャート最高位 | チャート最高位 | チャート最高位 | チャート最高位 | チャート最高位 | チャート最高位 | 認定 | 収録アルバム                   |
| 年   | タイトル                                                         | US             | AUS            | CAN            | DEN            | ITA            | JPN            | NLD            | NZ             | SWE            | UK             | 認定 | 収録アルバム                   |
| ---- | ---------------------------------------------------------------- | -------------- | -------------- | -------------- | -------------- | -------------- | -------------- | -------------- | -------------- | -------------- | -------------- | --- | ------------------------------ |
| 2011 | Put Your Hearts Up                                               | —              | —              | —              | —              | —              | —              | —              | —              | —              | —              | - US: ゴールド | なし                           |
| 2013 | The Way (featuring Mac Miller)                                   | 9              | 37             | 33             | —              | —              | 66             | 22             | 31             | —              | 41             | - US: 3× プラチナ - AUS: ゴールド | Yours Truly                    |
| 2013 | Baby I                                                           | 21             | 67             | 57             | —              | —              | 6              | 39             | —              | —              | 145            | - US: プラチナ - JPN: ゴールド | Yours Truly                    |
| 2013 | Right There (featuring Big Sean)                                 | 84             | 51             | —              | —              | —              | —              | —              | —              | —              | 113            | - US: ゴールド | Yours Truly                    |
| 2013 | Last Christmas                                                   | 96             | —              | —              | —              | —              | 73             | 59             | —              | —              | 92             | | Christmas Kisses               |
| 2013 | Love Is Everything                                               | —              | —              | —              | —              | —              | —              | 89             | —              | —              | 132            | | Christmas Kisses               |
| 2013 | Snow in California                                               | —              | —              | —              | —              | —              | —              | 93             | —              | —              | 151            | | Christmas Kisses               |
| 2013 | Santa Baby (featuring Liz Gillies)                               | —              | —              | —              | —              | —              | —              | 53             | —              | —              | 155            | | Christmas Kisses               |
| 2014 | Problem (featuring Iggy Azalea)                                  | 2              | 2              | 3              | 5              | 12             | 16             | 10             | 1              | 5              | 1              | - US: 6× プラチナ - AUS: 3× プラチナ - CAN: 3× プラチナ - DEN: 2× プラチナ - ITA: 2× プラチナ - JPN: プラチナ - NOR: 3× プラチナ - NZ: プラチナ - SWE: 3× プラチナ - UK: プラチナ | My Everything                  |
| 2014 | Break Free (featuring Zedd)                                      | 4              | 3              | 5              | 19             | 16             | 19             | 6              | 5              | 6              | 16             | - US: 3× プラチナ - AUS: 2× プラチナ - CAN: 2× プラチナ - DEN: プラチナ - ITA: プラチナ - JPN: プラチナ - NOR: 3× プラチナ - NZ: ゴールド - SWE: 4× プラチナ - UK: ゴールド       | My Everything                  |
| 2014 | Bang Bang (with Jessie J and Nicki Minaj)                        | 3              | 4              | 3              | 10             | 47             | 40             | 7              | 4              | 15             | 1              | - US: 5× プラチナ - AUS: 3× プラチナ - CAN: 3× プラチナ - DEN: プラチナ - ITA: プラチナ - JPN: ゴールド - NOR: 2× プラチナ - NZ: 2× プラチナ - SWE: 2× プラチナ - UK: プラチナ    | My Everything and Sweet Talker |
| 2014 | Love Me Harder (with The Weeknd)                                 | 7              | 19             | 10             | 18             | 17             | —              | 12             | 28             | 27             | 48             | - US: 3× プラチナ - AUS: プラチナ - CAN: プラチナ - DEN: プラチナ - ITA: プラチナ - NOR: プラチナ - SWE: プラチナ - UK: シルバー                                                  | My Everything                  |
| 2014 | Brand New You                                                    | —              | —              | —              | —              | —              | —              | —              | —              | —              | —              | | なし                           |
| 2014 | Santa Tell Me                                                    | 42             | 80             | 27             | 14             | 66             | 29             | 8              | —              | 28             | 68             | - DEN: ゴールド | Christmas Kisses               |
| 2015 | One Last Time                                                    | 13             | 15             | 12             | 19             | 6              | 66             | 11             | 22             | 22             | 2              | - US: プラチナ - AUS: プラチナ - DEN: プラチナ - ITA: 3× プラチナ - NOR: ゴールド - SWE: 2× プラチナ - UK: 2× プラチナ                                                            | My Everything                  |
| 2015 | E Più Ti Penso (with Andrea Bocelli)                             | —              | —              | —              | —              | —              | —              | —              | —              | —              | —              | | Cinema                         |
| 2015 | Focus                                                            | 7              | 10             | 8              | 30             | 8              | 19             | 9              | 16             | 14             | 10             | - US: プラチナ - AUS: ゴールド - CAN: ゴールド - ITA: プラチナ - SWE: プラチナ - UK: シルバー                                                                                     | Dangerous Woman                |
| 2016 | Dangerous Woman                                                  | 8              | 18             | 10             | 31             | 19             | 73             | 21             | 16             | 30             | 17             | - US: 3× プラチナ - AUS: プラチナ - CAN: ゴールド - ITA: プラチナ - NZ: プラチナ - SWE: プラチナ - UK: ゴールド                                                                   | Dangerous Woman                |
| 2016 | Into You                                                         | 13             | 11             | 13             | 30             | 29             | 25             | 21             | 9              | 31             | 14             | - US: 3× プラチナ - AUS: 2× プラチナ - CAN: プラチナ - DEN: ゴールド - ITA: プラチナ - NZ: ゴールド - SWE: 2× プラチナ - UK: プラチナ                                             | Dangerous Woman                |
| 2016 | Side to Side (featuring Nicki Minaj)                             | 4              | 3              | 4              | 13             | 28             | 74             | 11             | 2              | 13             | 4              | - US: 4× プラチナ - AUS: 3× プラチナ - DEN: プラチナ - ITA: 2× プラチナ - NZ: プラチナ - SWE: プラチナ - UK: プラチナ                                                             | Dangerous Woman                |
| 2017 | Everyday (featuring Future)                                      | 55             | 96             | 54             | —              | —              | —              | —              | —              | —              | 123            | - US: プラチナ - UK: シルバー | Dangerous Woman                |
| 2017 | Beauty and the Beast (with John Legend)                          | 87             | 64             | 70             | —              | —              | 10             | —              | —              | —              | 52             | - US: ゴールド - JPN: ゴールド | Beauty and the Beast           |
| 2017 | Somewhere Over the Rainbow                                       | —              | —              | —              | —              | —              | —              | —              | —              | —              | 60             | | なし                           |
| 2018 | No Tears Left to Cry                                             | 3              | 1              | 2              | 6              | 6              | 12             | 4              | 4              | 10             | 2              | | Sweetener                      |
| 2018 | God Is a Woman                                                   | 8              | 5              | 5              | 17             | 27             | 73             | 19             | 5              | 12             | 4              | | Sweetener                      |
| 2018 | Breathin                                                         | 12             | 8              | 15             | 19             | 33             | —              | 23             | 11             | 13             | 8              | | Sweetener                      |
| 2018 | Thank U, Next                                                    | 1              | 1              | 1              | 3              | 24             | 24             | 3              | 1              | 3              | 1              | | Thank U, Next                  |
| 2019 | 7 rings                                                          | 1              | 1              | 1              | 2              |                |                | 4              | 5              | 4              | 1              | | Thank U, Next                  |
| 2019 | break up with your girlfriend, i'm bored                         | 2              | 2              | 2              | 4              |                |                | 8              | 35             | 11             | 6              | | Thank U, Next                  |
| 2019 | Boyfriend (with Social House)                                    | 8              | 4              | 5              | 20             |                |                | 22             | 57             | 30             | 18             | | Everything Changed...          |
| 2019 | Don't Call Me Angel (with Miley Cyrus and Lana Del Rey)          | 13             | 4              | 7              | 22             |                |                | 11             | 39             | 27             | 25             | | Charlie's Angels               |
| 2020 | Stuck with U (with Justin Bieber)                                | 1              | 3              | 1              | 5              |                |                | 4              | 1              | 8              | 4              | | なし                           |
| 2020 | Rain on me (with Lady Gaga)                                      | 1              | 2              | 1              | 14             |                |                | 7              | 2              | 8              | 1              | | Chromatica                     |
| 2020 | Positions                                                        | 1              | 1              | 1              | 4              |                |                | 7              | 1              | 10             | 1              | | Positions                      |
| 2020 | 34+35 (solo or remix featuring Doja Cat and Megan Thee Stallion) | 2              | 5              | 5              | 33             |                |                | 26             | 3              | 34             | 3              | | Positions                      |
| 2021 | POV                                                              | 27             | 29             | 31             | —              |                |                | —              | 19             | 83             | 19             | | Positions                      |
| 2021 | Save Your Tears (Remix) (with the Weeknd)                        | 1              | —              | 1              | —              |                |                | 13             | —              | 9              | —              | | After Hours                    |
| 2023 | Die for you (Remix) (with the Weeknd)                            | 1              | —              | 2              | —              |                |                | 6              | 6              | 2              | —              | | Starboy                        |
| 2024 | Yes, And?                                                        | 1              | 2              | 1              | 9              |                |                | 4              | 3              | 6              | 2              | | Eternal Sunshine               |
| 2024 | We Can't Be Friends（Wait for Your Love）                        | 1              | 2              | 3              | 4              |                |                | 3              | 1              | 6              | 2              | | Eternal Sunshine               |
| 2024 | The Boy Is Mine                                                  | 16             | 28             | 15             | —              |                |                | —              | 23             | —              | 39             | | Eternal Sunshine               |

## 来日公演
- Ariana Grande PREMIUM SHOWCASE
  - 2014年1月5日、Sound Museum Vision
- SUMMER SONIC 2015
  - 2015年8月15日、QVCマリンフィールド MARINE STAGE
  - 2015年8月16日、舞洲サマーソニック大阪特設会場 OCEAN STAGE
- The Honeymoon Tour
  - 2015年8月19日、東京国際フォーラム
  - 2015年12月8日・9日、さいたまスーパーアリーナ（キャンセル）[198]

オープニング・アクト： Little Glee Monster
- Dangerous Woman Tour[199][200]
  - 2017年8月10日（追加公演）、8月12日、8月13日、幕張メッセ 国際展示場 1-4

サポート・アクト：10日 Beverly、12日・13日 Little Glee Monster

## フィルモグラフィ
※役名の太字表記は主演。

### 映画
| 年   | 題名                                                                                        | 役名                   | 備考                                                                                            |
| ---- | ------------------------------------------------------------------------------------------- | ---------------------- | ----------------------------------------------------------------------------------------------- |
| 2016 | ヘアスプレー ライブ! Hairspray Live!                                                        | ペニー・ピングルトン   | 2002年のブロードウェイ・ミュージカル『ヘアスプレー』映画化                                      |
| 2020 | マライア・キャリー：マジカル クリスマス スペシャル Mariah Carey's Magical Christmas Special | 本人                   |                                                                                                 |
| 2025 | ウィキッド ふたりの魔女 Wicked                                                              | ガリンダ・アップランド | 2003年のブロードウェイ・ミュージカル『ウィキッド』映画化 本名のアリアナ・グランデ＝ブテーラ名義 |
| 2025 | ウィキッド 永遠の約束                                                                       | ガリンダ・アップランド |                                                                                                 |
| 2026 | Meets the Parents 4                                                                         | TBA                    |                                                                                                 |
| 2028 | Oh, the Places You'll Go!                                                                   | TBA                    | 声の出演                                                                                        |

#### WEB配信映画
| 年   | 題名                                                                          | 役名             | 配信局  | 備考                 | 吹替     |
| ---- | ----------------------------------------------------------------------------- | ---------------- | ------- | -------------------- | -------- |
| 2020 | アリアナ・グランデ excuse me, i love you Ariana Grande: Excuse Me, I Love You | 本人             | Netflix | ドキュメンタリー映画 |          |
| 2021 | ドント・ルック・アップ Don't Look Up                                          | ライリー・ビーナ | Netflix |                      | 清水理沙 |

### テレビドラマ
| 年          | 題名                                 | 役名                               | 備考                                             |
| ----------- | ------------------------------------ | ---------------------------------- | ------------------------------------------------ |
| 2010 - 2013 | ビクトリアス Victorious              | キャット・バレンタイン             | レギュラー                                       |
| 2011        | アイ・カーリー iCarly                | キャット・バレンタイン             | ゲスト出演「Victorious」のキャラクター           |
| 2011        | ウィンクス・クラブ Winx Club         | プリンセス ディアスプロ            | アニメーション、声の出演                         |
| 2013        | Swindle                              | アマンダ・ベンソン                 | TV映画                                           |
| 2013 - 2014 | サム&キャット Sam & Cat              | キャット・バレンタイン             | レギュラー（『Victorious』と同一のキャラクター） |
| 2015        | スクリーム・クイーンズ Scream Queens | ソーニャ・ヘルマン / シャネル・2号 | ゲスト出演                                       |

### CM・広告
- M・A・C 「ビバ グラム」シリーズ（2015年） - スポークスモデル[201]

## 受賞・ノミネート

### MTV Video Music Awards Japan
| 年   | カテゴリー                         | 対象    | 結果 |
| ---- | ---------------------------------- | ------- | ---- |
| 2014 | 最優秀新人アーティストビデオ賞     | Baby I  | 受賞 |
| 2015 | 最優秀洋楽女性アーティストビデオ賞 | Problem | 受賞 |

### MTV Video Music Awards
| 年   | カテゴリー                     | 対象                                      | 結果       |  |
| ---- | ------------------------------ | ----------------------------------------- | ---------- |  |
| 2014 | 最優秀ポップビデオ賞           | Problem                                   | 受賞       |  |
| 2015 | 最優秀コラボ賞                 | Love Me Harder Ft. Lil Wayne              | ノミネート |  |
| 2015 | 最優秀コラボ賞                 | Bang Bang with Jessie J,Nicki Minaj       | ノミネート |  |
| 2016 | 最優秀コラボ賞                 | Let Me Love You ft.Lil Wayne              | ノミネート |  |
| 2016 | 最優秀ポップ賞                 | Into You                                  | ノミネート |  |
| 2016 | 最優秀女性アーティスト賞       | Into You                                  | ノミネート |  |
| 2016 | 最優秀ビデオ編集賞             | Into You                                  | ノミネート |  |
| 2016 | 最優秀ビデオ監督賞             | Bang Bang with Jessie J,Nicki Minaj       | ノミネート |  |
| 2017 | アーティスト・オブ・ザ・イヤー | アリアナ・グランデ                        | ノミネート |  |
| 2017 | 最優秀振付賞                   | Side To Side with Nicki Minaj             | ノミネート |  |
| 2018 | 最優秀ポップ賞                 | No Tears Left To Cry                      | 受賞       |  |
| 2018 | アーティスト・オブ・ザ・イヤー | アリアナ・グランデ                        | ノミネート |  |
| 2018 | ビデオ・オブ・ザ・イヤー       | No Tears Left To Cry                      | ノミネート |  |
| 2018 | 最優秀映像賞                   | No Tears Left To Cry                      | ノミネート |  |
| 2018 | 最優秀視覚効果賞               | No Tears Left To Cry                      | ノミネート |  |
| 2019 | アーティスト・オブ・ザ・イヤー | アリアナ・グランデ                        | 受賞       |  |
| 2019 | 最優秀アート賞                 | 7 Rings                                   | 受賞       |  |
| 2019 | ソング・オブ・ザ・イヤー       | 7 Rings                                   | ノミネート |  |
| 2019 | 最優秀パワーアンセム賞         | 7 Rings                                   | ノミネート |  |
| 2019 | 最優秀編集賞                   | 7 Rings                                   | ノミネート |  |
| 2019 | 最優秀ポップ賞                 | Thank U,Next                              | ノミネート |  |
| 2019 | 最優秀監督賞                   | Thank U,Next                              | ノミネート |  |
| 2019 | 最優秀映像賞                   | Thank U,Next                              | ノミネート |  |
| 2019 | ビデオ・オブ・ザ・イヤー       | Thank U,Next                              | ノミネート |  |
| 2019 | 最優秀視覚効果賞               | God is a woman                            | ノミネート |  |
| 2019 | サマー・ソング賞               | Boyfriend with Social House               | 受賞       |  |
| 2020 | 最優秀ホームビデオ賞           | Stuck With U with Justin Bieber           | 受賞       |  |
| 2020 | ソング・オブ・ザ・イヤー       | Rain On Me with Lady Gaga                 | 受賞       |  |
| 2020 | 最優秀撮影賞                   | Rain On Me with Lady Gaga                 | 受賞       |  |
| 2020 | 最優秀コラボ賞                 | Rain On Me with Lady Gaga                 | 受賞       |  |
| 2020 | 最優秀編集賞                   | Rain On Me with Lady Gaga                 | ノミネート |  |
| 2020 | 最優秀振付賞                   | Rain On Me with Lady Gaga                 | ノミネート |  |
| 2020 | 最優秀ポップ賞                 | Rain On Me with Lady Gaga                 | ノミネート |  |
| 2020 | 最優秀視覚効果賞               | Rain On Me with Lady Gaga                 | ノミネート |  |
| 2020 | ビデオ・オブ・ザ・イヤー       | Rain On Me with Lady Gaga                 | ノミネート |  |
| 2024 | ビデオ・オブ・ザ・イヤー       | We Can't Be Friends（Wait for Your Love） | ノミネート |  |
| 2024 | 最優秀監督賞                   | We Can't Be Friends（Wait for Your Love） | ノミネート |  |
| 2024 | 最優秀撮影賞                   | We Can't Be Friends（Wait for Your Love） | 受賞       |  |
| 2024 | 最優秀編集賞                   | We Can't Be Friends（Wait for Your Love） | ノミネート |  |
| 2024 | 最優秀視覚効果賞               | The boy is mine                           | ノミネート |  |
| 2024 | アーティスト・オブ・ザ・イヤー | アリアナ・グランデ                        | ノミネート |  |

### MTVヨーロッパ・ミュージック・アワード
| 年   | カテゴリー               | 対象                 | 結果       |
| ---- | ------------------------ | -------------------- | ---------- |
| 2014 | 最優秀楽曲賞             | Problem              | 受賞       |
| 2014 | 最優秀女性アーティスト賞 | アリアナ・グランデ   | 受賞       |
| 2018 | 最優秀アーティスト賞     | アリアナ・グランデ   | ノミネート |
| 2018 | 最優秀ビデオ賞           | no tears left to cry | ノミネート |
| 2018 | 最優秀楽曲賞             | no tears left to cry | ノミネート |
| 2018 | 最優秀ポップ賞           | アリアナ・グランデ   | ノミネート |
| 2018 | BEST US アクト           | アリアナ・グランデ   | ノミネート |
| 2019 | 最優秀アーティスト賞     | アリアナ・グランデ   | ノミネート |
| 2019 | 最優秀ビデオ賞           | Thank U'Next         | ノミネート |
| 2019 | 最優秀楽曲賞             | 7Rings               | ノミネート |
| 2019 | 最優秀ポップ賞           | アリアナ・グランデ   | ノミネート |
| 2019 | 最優秀ツアー賞           | アリアナ・グランデ   | ノミネート |
| 2019 | No.1ファン賞             | アリアナ・グランデ   | ノミネート |

### アメリカン・ミュージック・アワード
| 年   | カテゴリー                                          | 対象                    | 結果       |
| ---- | --------------------------------------------------- | ----------------------- | ---------- |
| 2013 | 新人賞                                              | アリアナ・グランデ      | 受賞       |
| 2014 | 最優秀年間アーティスト賞                            | アリアナ・グランデ      | ノミネート |
| 2014 | ポップ／ロック・ミュージック部門 女性アーティスト賞 | アリアナ・グランデ      | 受賞       |
| 2015 | 最優秀女性アーティスト賞                            | アリアナ・グランデ      | 受賞       |
| 2016 | 最優秀年間アーティスト賞                            | アリアナ・グランデ      | 受賞       |
| 2019 | 最優秀年間アーティスト賞                            | アリアナ・グランデ      | ノミネート |
| 2019 | 最優秀ツアー賞                                      | アリアナ・グランデ      | ノミネート |
| 2019 | 最優秀ミュージック賞                                | Thank U'Next            | ノミネート |
| 2019 | Favorit social artist 賞                            | アリアナ・グランデ      | ノミネート |
| 2019 | 最優秀女性アーティスト賞                            | アリアナ・グランデ      | ノミネート |
| 2019 | 最優秀アルバム賞                                    | Thank U'Next            | ノミネート |
| 2020 | 最優秀コラボレーション賞                            | Rain On Me              | ノミネート |
| 2020 | Favorit social artist 賞                            | アリアナ・グランデ      | ノミネート |
| 2020 | 最優秀ミュージックビデオ賞                          | Rain On Me              | ノミネート |
| 2021 | 最優秀年間アーティスト賞                            | アリアナ・グランデ      | ノミネート |
| 2021 | 最優秀女性アーティスト賞                            | アリアナ・グランデ      | ノミネート |
| 2021 | 最優秀アルバム賞                                    | Positions               | ノミネート |
| 2021 | 最優秀ポップソング賞                                | Save Your Tears (Remix) | ノミネート |

### Grammy Awards
| 年   | カテゴリー                              | 対象                      | 結果       |
| ---- | --------------------------------------- | ------------------------- | ---------- |
| 2019 | 最優秀ポップ・アルバム賞（ボーカル）    | Sweetener                 | 受賞       |
| 2019 | 最優秀ポップ・パフォーマンス賞（ソロ）  | God is a woman            | ノミネート |
| 2020 | 年間最優秀レコード                      | 7rings                    | ノミネート |
| 2020 | 年間最優秀アルバム                      | Thank U,Next              | ノミネート |
| 2020 | 最優秀ポップ·パフォーマンス（ソロ）     | 7rings                    | ノミネート |
| 2020 | 最優秀ポップ·パフォーマンス（グループ） | Boyfriend ft.Social House | ノミネート |
| 2020 | 最優秀ポップ・アルバム                  | Thank U,Next              | ノミネート |
| 2021 | 最優秀ポップ・グループ賞                | Rain On Me                | 受賞       |

### Fragrance Foundation Awards
| 年   | カテゴリー                | 対象   | 結果 |
| ---- | ------------------------- | ------ | ---- |
| 2019 | 年間最優秀香水 人気女性賞 | Cloud  | 受賞 |
| 2021 | 年間最優秀香水 人気賞     | R.E.M. | 受賞 |